# Глиндон (город, Миннесота)
Глиндон (англ. Glyndon) — город в округе Клей, штат Миннесота, США. На площади 3,9 км² (3,9 км² — суша, водоёмов нет), согласно переписи 2002 года, проживают 1049 человек. Плотность населения составляет 267,7 чел./км².
- Телефонный код города — 218
- Почтовый индекс — 56547
- FIPS-код города — 27-24182[1]
- GNIS-идентификатор — 0644192[2]